# Högåskyrkan
Högåskyrkan, tidigare även Tibro nya kyrka, är en kyrkobyggnad som tillhör Tibro församling i Skara stift. Den ligger i centralorten i Tibro kommun.

## Kyrkobyggnad
Anläggningen, som invigdes 1966, är ritad av arkitekten Carl Hampus Bergman och är en av stiftets första renodlade modernistiska kyrkor. Kyrkorummet är sammanbyggt med församlingshemmet, som är lägre och omger en gård med glasväggar. Exteriören kännetecknas av höga gulmålade betongmurar och det branta konkava, ensidiga takfallet. Takbeläggning av koppar. 
Kyrkorummet har slammade tegelväggar och ett omålat brädtak. Ljusinsläppet sker endast från högt belägna fönster med glasmålningar i söder samt från en slits som sträcker sig från golv till tak i koret. Symmetrisk möblering med mittgång och fristående bordsaltare.
En tillbyggnad för pastorsexpeditionen uppfördes 1982-1983, varvid en sluten gård har bildats.

## Inventarier
- Altare och predikstol är utförda i betong.
- Över altaret en relief i ek är snidad av Harald Garmland.
- På den södra väggen vid altaret finns en Mariabild utförd av Bengt Johansson och invigd 1993.
- På norrsidan finns en väv av Britta Widnell.

### Orgel
I koret finns en mekanisk orgel, tillverkad 1976 av Smedmans Orgelbyggeri, vilken har tio stämmor fördelade på två manualer och pedal samt ljudande fasad. Orgeln är utförd i omålat trä och fasaden har tre pipfält vars form bestäms av det sluttande överstycket. Fältens nischer är förgyllda. På högersidan finns tre fyrkantiga träpipor, även de i omålad furu.

## Klockstapel
Klockstapeln uppförd av obehandlade betongskivor kontrasterar mot den gula kyrkobyggnaden.